# High Crimes
High Crimes (Brasil: Crimes em Primeiro Grau / Portugal: Crime em Primeiro Grau) é um filme americano dirigido por Carl Franklin, lançado no ano de 2002. A atriz Ashley Judd interpreta Claire Kubik, que tem sua realidade contestada quando seu marido, Tom Kubik, interpretado por James Caviezel, é preso pela polícia militar. 

## Enredo
A advogada Claire Kubik tinha a vida que sempre sonhou: uma carreira de sucesso, uma bela casa e um bom marido. Eles estavam apaixonados e planejavam aumentar a família até que, durante um passeio, são abordados por agentes do FBI, e Tom é preso, para o espanto de Claire.
Tom, cujo verdadeiro nome é Ronald Chapman, é um ex-militar que esteve foragido por 15 anos e agora será julgado em um tribunal militar.
Ele admite sua verdadeira identidade e sua participação em uma operação clandestina em El Salvador, realizada enquanto servia na Marinha. A missão resultou em um massacre de civis, crime pelo qual está sendo acusado. No entanto, Ronald alega ser inocente e afirma que os verdadeiros culpados o incriminaram porque ele poderia identificá-los como os mandantes e executores da ordem.
Convencida da inocência do marido, Claire decide defendê-lo, mas precisa se preparar, pois não conhece as regras de um tribunal militar. Quando o tenente Embry (Adam Scott) é designado para o caso, Claire percebe que precisa de ajuda e recorre a Charlie Grimes (Morgan Freeman), um ex-advogado militar. Juntos, eles conseguem libertar Ronald.
No entanto, Claire descobre a verdade: foi Ronald quem assassinou as testemunhas do caso. Ao perceber que ela descobriu seu segredo, ele a aprisiona e tenta matá-la. No confronto final, um dos sobreviventes da chacina luta com Ronald até matá-lo.

## Elenco
- Ashley Judd - Claire Kubik
- Morgan Freeman - Charlie Grimes
- James Caviezel - Tom Kubik/Ron Chapman
- Adam Scott - Primeiro Tenete Terence Embry
- Amanda Peet - Jackie Grimaldi
- Bruce Davison - Brigadeiro General Bill Marks
- Juan Carlos Hernández - Major James Hernandez
- Michael Gaston - Major Waldron
- Tom Bower - Agente Especial Mullins
- Jude Ciccolella - Coronel Farrell
- Michael Shannon - Troy Abbott
- Paula Jai Parker - Gracie

## Recepção
High Crimes teve recepção mista por parte da crítica especializada. Com base em 33 avaliações profissionais, alcançou uma pontuação de 48% no Metacritic.
USA Today, Mike Clark: "Não é um crime o filme ter um ou dois finais a mais, considerando que muitos thrillers do último quarto de século fizeram o mesmo. Mas a performance de Judd é tão inofensiva que chega a ser um pequeno delito."
L.A. Weekly, Manohla Dargis: "Embora o final explosivo seja previsível muito antes do término do primeiro ato, e muitas outras coisas sejam igualmente óbvias e sem graça, Judd, Freeman e Franklin nunca param de adicionar detalhes refinados. A visão geral não é lá essas coisas, mas esses detalhes não são ruins."
Variety, Robert Koehler: "Judd aparece como destaque nos créditos, mas sua atuação é tão categoricamente séria e profissional que o calor afetuoso e áspero de Freeman se torna duplamente valioso, embora não seja o suficiente para conferir a este projeto genérico qualquer caráter especial."
New Times (L.A.), Luke Y. Thompson: "O filme cai na mesma armadilha do livro: uma premissa moderadamente interessante, desfeita por um final que faz o público se sentir ingênuo por investir qualquer simpatia nos personagens."
Salon.com, Charles Taylor: "High Crimes tem performances boas, frequentemente perspicazes e engraçadas, de seus dois protagonistas. Mas não dá para fingir empolgação, e é um sentimento desagradável saber que o melhor filme comercial [desse ano] que posso indicar até esse momento é um besteirol superficial e esquecível."